# Željka Antunović
Željka Antunović (Verőce, 1955. szeptember 15.) horvát politikus, 2007 áprilisa és júniusa között a Szociáldemokrata Párt megbízott elnökeként, 2002-től 2003-ig pedig védelmi miniszterként dolgozott Ivica Račan második kabinetjében. Ő volt az első és máig egyetlen női tisztségviselő ebben a tisztségben.

## Élete és pályafutása
Željka Antunović 1979-ben diplomázott a Zágrábi Egyetemen, külkereskedelmi szakon. Szervezést és menedzsmentet tanult Zágrábban és a Harvard Egyetemen. Ezt követően 14 évig dolgozott pénzügyi irányításban a gazdaság különböző területein és Zágráb városában. 1991-ben Antunović részt vett abban a projektben, amely 14 városi lakás- és önkormányzati társaságot egyetlen társaságba vont össze. Tanácsadó és szerkesztő volt egy számviteli, pénzügyi és könyvvizsgálati szakfolyóiratban.
Antunovic 1990-ben lépett a politikai színtérre, amikor csatlakozott a Horvátországi Szociáldemokratákhoz (SDH), egy balközép párthoz, amelyet a Jugoszlávia szerte a demokrácia megalakulása után hoztak létre, és eredetileg a Horvátországi Kommunisták Szövetsége (SKH) utódpártjának, a Szociáldemokrata Pártnak (SDP) a fő riválisa volt. Az SDH katasztrofális parlamenti választási eredményeit követően azonban a párt elfogadta az SDP egyesülési ajánlatát, amelyre 1994-ben került sor. Antunović Antun Vujić-tyal együtt fokozatosan emelkedett a ranglétrán az SDP soraiban.
1995 és 1999 között, majd 2003-tól a horvát parlament tagja volt. A 2000-es pártkongresszuson az SDP alelnökévé választották. 2000 és 2003 között Horvátország miniszterelnök-helyettese volt, és az első nő lett, aki a honvédelmi tárcát megkapta Ivica Račan második kabinetjében. 2002-től a kormány mandátumának 2003-as végéig töltötte be ezt a tisztséget.
2007. január 31-én Račan bejelentette, hogy egészségügyi okok miatt átmenetileg távozik a politikából. Antunović ekkor vette át a párt elnöki tisztét. Április 11-én Račan egészségi állapotának további romlása után végleg lemondott a párt elnökségéről, és a következő pártkongresszusig Antunovićot hagyta az SDP élén. A párt 2007. június 2-i kongresszusán Milan Bandić-tyal, Zoran Milanović-tyal és Tonino Piculával együtt indult az elnökválasztáson. A szavazás második fordulójában Milanovic legyőzte. Miután visszavonult a politikától, tanácsadó céget alapított. Részt vett Ivo Josipović 2014–15-ös horvát elnökválasztási kampányában.

## Fordítás
Ez a szócikk részben vagy egészben  a(z)   Željka Antunović című angol Wikipédia-szócikk ezen változatának fordításán alapul.  Az eredeti cikk szerkesztőit annak laptörténete sorolja fel. Ez a jelzés csupán a megfogalmazás eredetét és a szerzői jogokat jelzi, nem szolgál a cikkben szereplő információk forrásmegjelöléseként.